# 一條內政
一條內政（生年不詳－卒年不詳）是安土桃山時代的公家。土佐一條氏第6代當主。父親是一條兼定。幼名是萬千代、吉房子（公卿辭典 三訂增補）。

## 生平
在土佐國幡多郡中村出生，家中嫡男。名字中的「內」字是宗家的一條內基的偏諱（不過日文讀音不同）。
在天正元年（1573年）9月流放父親兼定並繼任家督，被長宗我部元親推舉為土佐國司。移至長岡郡大津城並稱大津御所。在天正2年（1574年）12月敘任從五位上左少將。在天正5年（1577年）正月升至從四位下左中將。被當作傀儡當主，不過因為娶了元親的女兒，以一定程度經營領國，企圖重新振興已經弱體化的一條領。
天正9年（1581年）2月，被長宗我部氏的家臣波川清宗舉報謀叛而被懷疑並流放到伊予法華津。向同國的法華津氏和豐後大友氏請求援助，最後在當地病死（『土佐物語』），或說被元親毒殺（弗洛伊斯日本史 路易斯·弗洛伊斯著）。或說在天正8年5月被流放到伊豫邊浦，或被殺死。（公卿辭典 三訂増補）
戒名是天叟守有大居士。

## 關於生卒年
出生年份有多種說法，一說是永祿5年（1562年），或弘治3年（1557年）。而逝世年份亦有多種說法，根據高野山成福院所藏的『土佐一條家并長曾我部家過去帳』的記載是天正13年6月5日（1585年7月2日）。『一條家譜略』的是天正8年2月15日（1580年2月29日）。『系圖纂要』記載是天正8年5月被元親毒殺。事實不明。